# Monomma semicarinatum montanum
Monomma semicarinatum montanum es una subespecie de coleóptero de la familia Monommatidae.

## Distribución geográfica
Habita en Madagascar.